# St. Francis Ladies Football Club
Il St. Francis Ladies Football Club, spesso abbreviato in St. Francis L.F.C. o anche solo St. Francis, è una squadra di calcio femminile irlandese con sede a Baldonnel, nella contea del South Dublin. A livello societario la squadra, che nella stagione 2015-2016 milita in Dublin Women's Soccer League, secondo livello del campionato irlandese femminile di calcio, affianca l'omonima formazione maschile che milita in Leinster Senior League. Oltre alle squadre titolari, il club affianca anche formazioni giovanili, sia maschili che femminili.
Il club, istituito nel 1958, ha creato la propria sezione femminile nel 2006, la quale ha conquistato prestigiosi traguardi sportivi in ambito nazionale, ottenendo il double di Dublin Women's Soccer League più FAI Women's Cup per due stagioni consecutive, 2008 e 2009.

## Palmarès
- FAI Women's Cup: 2

2008, 2009
- Dublin Women's Soccer League: 2

2008, 2009
- DWSL Premier Cup: 1

2009